# Правителство на Рачо Петров 1
Първото правителство на Рачо Петров е двадесет и първо правителство на Княжество България, назначено с Указ № 3 от 12 януари 1901 г. на княз Фердинанд Сакскобургготски. Управлява страната до 20 февруари 1901 г., след което е наследено от четвъртото правителство на Петко Каравелов.

## Политика
На 9 февруари 1901 г. е образуван нов преходен кабинет, съставен от дейци на Народнолибералната партия. В проведените избори за Народно събрание за първи път в историята на княжеството правителствените среди понасят поражение. Причините са относително свободното провеждане на изборите и гешефтите на управляващите. Това принуждава кабинета да подаде оставка. На 19 февруари 1901 г. княз Фердинанд I вълага на Демократическата и Прогресивнолибералната (цанковисти) партия (с най-голяма тежест в парламента) да образуват коалиционно правителство.

## Съставяне
Кабинетът, оглавен от Рачо Петров, е образуван от второстепенни политически дейци, свързани с Народнолибералната партия.

### Кабинет
Сформира се от следните 8 министри и един председател:
| министерство                          | име | име                    | партия     |
| ------------------------------------- | --- | ---------------------- | ---------- |
| председател на Министерския съвет     |     | Рачо Петров            | безпартиен |
| военен                                |     | Стефан Паприков        | военен     |
| външни работи и изповедания           |     | Рачо Петров (упр.)     | безпартиен |
| народно просвещение                   |     | Иван Пеев-Плачков      | безпартиен |
| вътрешни работи                       |     | Рачо Петров            | безпартиен |
| обществени сгради, пътища и съобщения |     | Стефан Паприков (упр.) | военен     |
| правосъдие                            |     | Петър Данчов           | безпартиен |
| финанси                               |     | Христо Бончев (упр.)   | безпартиен |
| търговия и земеделие                  |     | Петър Данчов (упр.)    | безпартиен |

В краткия период на управление не са правени промени.

## Събития

### 1901
- 28 януари 1901 – избрано е XI обикновено народно събрание, противно на дотогавашната практика, без административен и полицейски натиск.[3]
- 20 февруари 1901 – генерал Рачо Петров и министрите му отстъпват постовете си на коалиция от Демократическата и Прогресивно-либералната партия, начело с Петко Каравелов.[4]